# Ботонд Балог
Ботонд Балог (угор. Botond Balogh, нар. 6 червня 2002, Шопрон, Угорщина) — угорський футболіст, центральний захисник італійської «Парми» та національної збірної Угорщини.

## Ігрова кар'єра

### Клубна
Ботонд Балог починав займатися футболом у своєму рідному місті Шопрон. З 2015 року він перебрався до молодіжної команди столичного МТК, де виступав чотири роки. 
Перед початком сезону 2019/20 футболіст переїхав до Італії, де приєднався до клубу «Парма». Перший сезон Балог грав у молодіжній команді. У жовтні 2020 року він вийшов в основі на матч Кубка Італії проти «Пескари». За три дні захисник дебютував у матчах Серії А, коли вийшов на поле в поєдинку проти «Інтера».

### Збірна
у 2019 році у складі юнацької збірної Угорщини (U-17) Ботонд Балог взяв участь у юнацькій першості Європи та на юнацькому чемпіонаті світу.
12 листопада 2021 року у матчі відбору до чемпіонату світу 2022 року проти команди Сан-Марино Балог дебютував у складі національної збірної Угорщини.